# 2MASS J21265040−8140293
2MASS J21265040−8140293, também conhecido como 2MASS J2126−8140, é um exoplaneta que orbita a estrela anã vermelha TYC 9486-927-1 (2MASS J21252752-8138278), a 24,75 (± 4,25) parsecs de distância. Tem tanto a mais longa (~ 1 milhão de anos) quanto a mais ampla órbita de um objeto de massa planetária conhecida (> 4500AU). A sua massa estimada, idade, tipo espectral e Teff são semelhantes ao planeta bem estudado β Pictoris b.